# Вороны (Омутнинский район)
Воро́ны — опустевшая деревня в Омутнинском районе Кировской области. Входит в Залазнинское сельское поселение.

## География
Находится на расстоянии примерно 24 километров по прямой на юго-восток от районного центра города Омутнинск.

## История
Починок Воронинский образовался предположительно в 1720-е годы. В 1781 году отмечено 26 жителей мужского пола. В 1834 году в починке проживало 70 человек, в 1858 - 100. В 1891 году учтено дворов 17 и жителей 113. Имелась деревянная часовня. В советское время работал колхоз «Восток» и подсобное хозяйство ОМЗ.

## Население
Постоянное население  составляло 52 человека (русские 100%) в 2002 году, 0 в 2010 .